# Teatri dell'Abruzzo
Elenco in ordine alfabetico per province dei teatri nella regione Abruzzo: 

## Provincia di Chieti

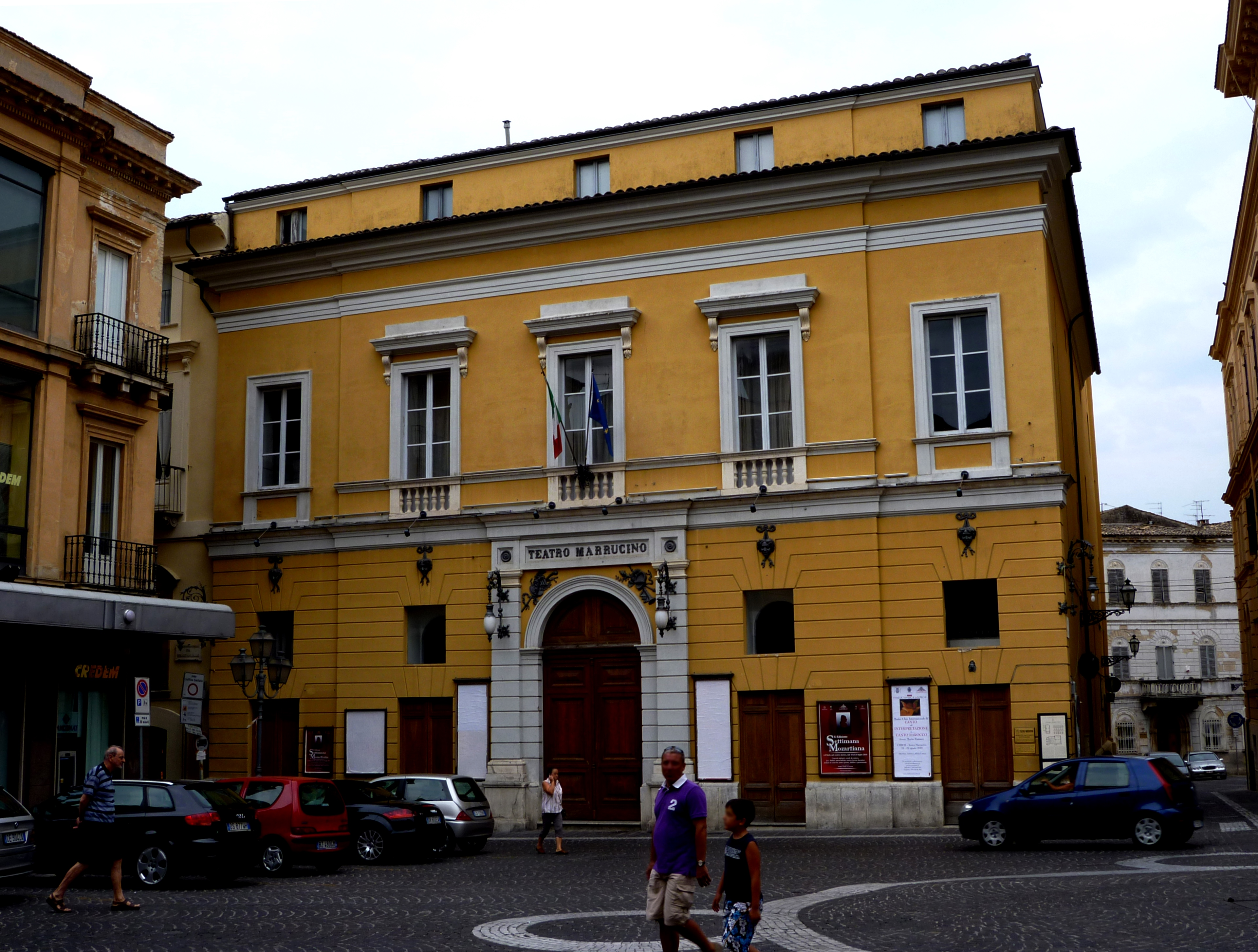
Il teatro Marrucino - Chieti

- Auditorium Valerio Cianfarani di Chieti
- Teatro Auditorium Supercinema di Chieti
- Teatro Marrucino di Chieti
- Piccolo Teatro dello Scalo di Chieti
- Teatro Francesco Paolo Tosti di Ortona
- Teatro Fedele Fenaroli di Lanciano
- Teatro Gabriele Rossetti di Vasto
- Teatro Di Iorio di Atessa
- Teatro Camillo De Nardis di Orsogna
- Teatro Gennaro Finamore di Gessopalena
- Teatro Aventino di Palena

## Provincia dell'Aquila
- Teatro comunale dell'Aquila

- Teatro dei Marsi di Avezzano

- Teatro Maria Caniglia di Sulmona
- Teatro Talia di Tagliacozzo

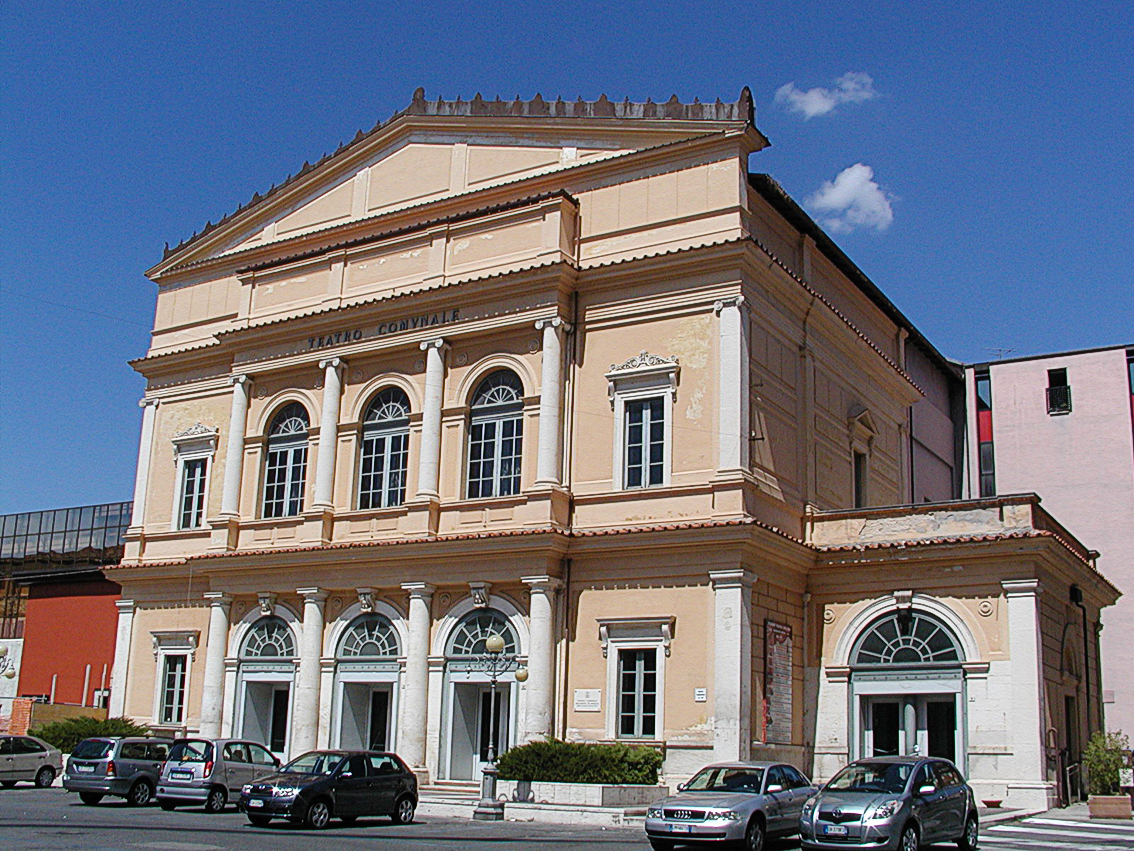
Teatro comunale - L'Aquila

- Teatro Comunale D'Andrea di Pratola Peligna
- Teatro Comunale San Francesco di Pescina
- Teatro Francesco Paolo Tosti di Castel di Sangro
- Teatro Comunale Nicola Calipari di Cerchio
- Teatro Giuseppe Sinopoli di Civitella Roveto
- Teatro Comunale Botticelli di Collelongo

## Provincia di Pescara
- Teatro Massimo di Pescara

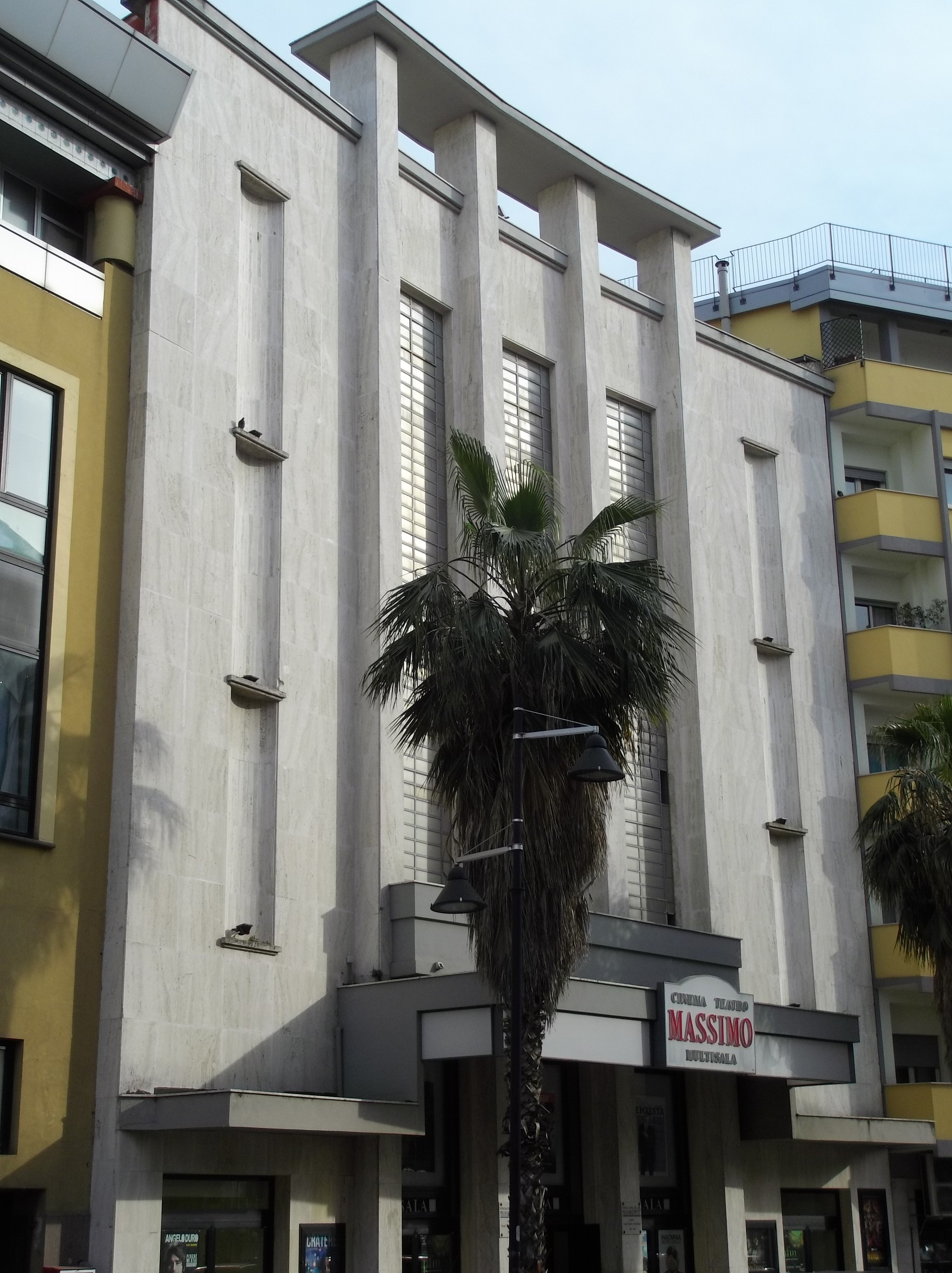
Teatro Massimo - Pescara

- Teatro monumento Gabriele D'Annunzio di Pescara

- Teatro comunale di Città Sant'Angelo
- Teatro Luigi De Deo di Loreto Aprutino
- Nuovo Teatro Comunale di Penne

## Provincia di Teramo

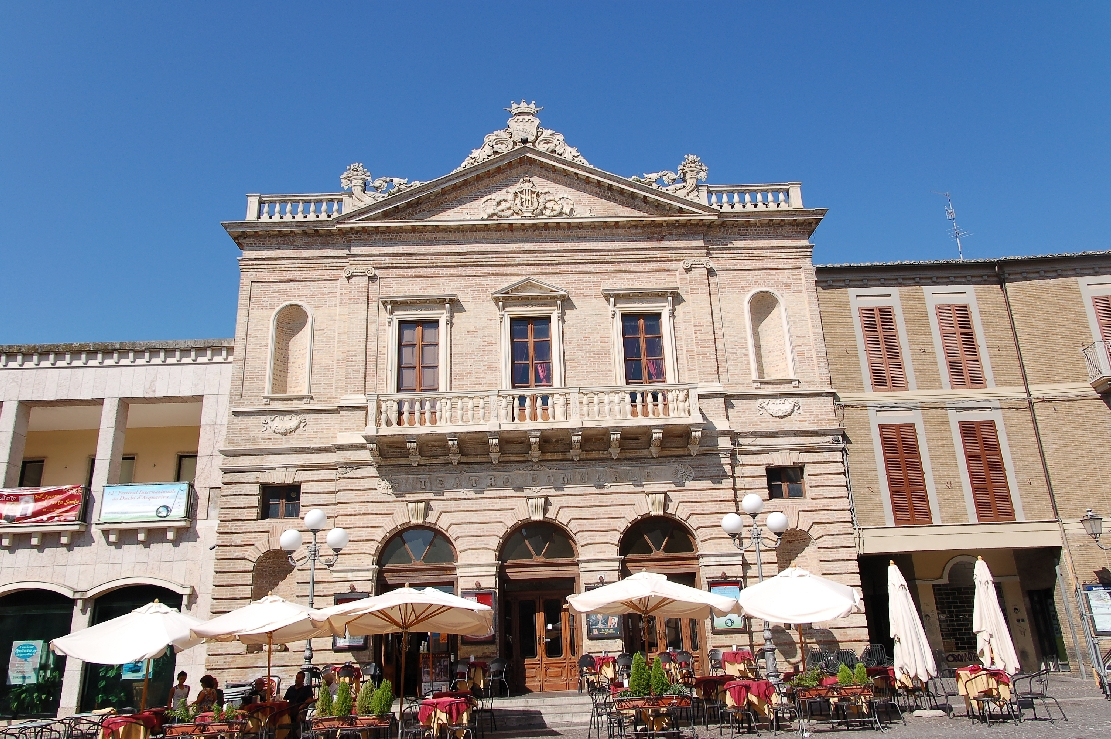
Teatro comunale - Atri(Te)

- Teatro comunale di Teramo
- Teatro comunale di Atri
- Teatro Kursaal di Giulianova